# Osmylus decoratus
Osmylus decoratus är en insektsart som beskrevs av Nakahara 1914. Osmylus decoratus ingår i släktet Osmylus och familjen vattenrovsländor. Inga underarter finns listade i Catalogue of Life.